# Pintic (okręg Harghita)
Pintic – wieś w Rumunii, w okręgu Harghita, w gminie Tulgheș. W 2011 roku liczyła 69 mieszkańców.